# Škocjanski potok
Škocjanski potok je potok, ki se v zaselku Škocjan, vzhodno od naselja Blanca, kot levi pritok izliva v reko Savo.